# Rhopalizus
Rhopalizus is een kevergeslacht uit de familie van de boktorren (Cerambycidae). De wetenschappelijke naam van het geslacht werd voor het eerst geldig gepubliceerd in 1864 door Thomson.

## Soorten
Rhopalizus omvat de volgende soorten:
- Rhopalizus allardi Fuchs, 1971
- Rhopalizus buchneri Quedenfeldt, 1883
- Rhopalizus chlorolineatus Quedenfeldt, 1882
- Rhopalizus dorsalis Hintz, 1919
- Rhopalizus euporidus Jordan, 1894
- Rhopalizus femoralis Hintz, 1919
- Rhopalizus laetus Lameere, 1893
- Rhopalizus laevicollis Hintz, 1916
- Rhopalizus nitens (Fabricius, 1781)
- Rhopalizus punctulatus (Thomson, 1858)
- Rhopalizus schweinfurthi Schmidt, 1922
- Rhopalizus violaceipennis (Quedenfeldt, 1885)
- Rhopalizus viridescens (Thomson, 1858)